# Parada de cabeza

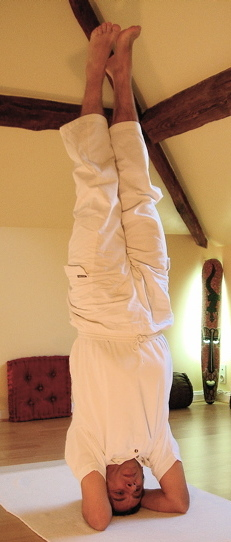

La parada de cabeza o vertical de cabezaes una figura que consiste en mantener el equilibrio sobre las manos y posiblemente la cabeza, sin apoyarse, con las piernas estiradas, derechas o bien abiertas y con la ayuda de los brazos. Se utiliza en diferentes disciplinas como el yoga, el beakdance, la acrobacia y la gimnasia.
En yoga, la vertical de cabeza, más bien llamada shirshasana (postura sobre la cabeza) presenta muchas variaciones que no son necesariamente simétricas o equilibradas, las piernas pueden no estar en posición vertical.